# 埃內斯托·蓋澤爾
埃內斯托·蓋澤爾（Ernesto Beckmann Geisel，1907年8月3日－1996年9月12日），巴西軍事領袖及政治家。於1974年至1979年期間擔任巴西總統。盖塞尔对反对派较为温和，並且開始推動巴西的民主化。他重新任命几個地区的軍事指挥官。 1977年4月，蓋澤爾解僱了极右翼的陆军部长。1978年12月下旬，蓋澤爾宣布廢除第五号机构法，允许流亡國外的公民返回巴西，並且废除总统的特别权力。